# Anna Rybaczewski
Anna Rybaczewski (Olsztyn, 23 marzo 1982) è un'ex pallavolista francese.
Giocava nel ruolo di schiacciatrice.

## Carriera
Figlia di Miroslaw Rybaczewski, giocatore di pallavolo polacco, vincitore con la propria nazionale della medaglia d'oro ai Giochi della XXI Olimpiade di Montréal, Anna Rybaczewski, polacca di nascita ma da sempre vissuta in Francia, inizia a giocare nel 1996 nelle giovanili dell'ASER Volley-ball Rixheim: fino al 2000 continuerà a giocare in squadre giovanili, prima nel Pfastatt Volley, poi nel Saint-Louis Volley-Ball ed infine nell'IFVB Tolosa dove resta per tre stagioni.
Nel 2000 fa il suo esordio nel massimo campionato francese con la maglia dell'ASPTT Mulhouse, ma già la stagione successiva è a La Rochette Volley, club con il quale inizia un lungo sodalizio che durerà per ben cinque stagioni, fino al 2006: nel 2002 ottiene anche le prime convocazioni in nazionale.
Nella stagione 2006-07 fa la sua prima esperienza all'estero, andando a giocare nel suo paese natale, ingaggiata dal Międzyszkolny Klub Sportowy Muszynianka, squadra militante nel massimo campionato polacco.
Nel 2007 ritorna in Francia per giocare nel Racing Club de Cannes, squadra che milita nel massimo campionato francese, dove resta per due stagioni: vince due scudetti e due coppe di Francia.
Nella stagione 2009-10 ritorna all'ASPTT Mulhouse, dove milita per quattro stagioni, per poi tornare in Polonia al Legionovia nella stagione 2013-14: si ritira al termine della competizione.

## Palmarès

### Club
- Campionato francese: 2

2007-08, 2008-09
- Coppa di Francia: 2

2007-08, 2008-09